# Ankuvasz
Ankuvasz (ékírással 𒀭𒆪𒉿𒀸, an-ku-wa-aš, normalizált Ankuwā[š]) hettita település a Hettita Birodalomban. Néhány egykorú említése van, amelyekből nem derül ki, hogy hol helyezkedett el. Szóba jöhet a mai Alişar is, amelyet azonban Kusszarával is azonosítanak. A név rokonságban áll a későbbi lüd és görög Anküra, a mai Ankara nevével, amely szintén a lehetőségek között van. Feltehető, hogy a Marasszanta déli nagy kanyarja környékén állt, ez esetben a névhurcolás lehetősége is fennáll, az eredeti település pusztulása után elmenekülő lakói ugyanazt a nevet használták új városukra is. Ronald L. Gorny szerint Eskiyaparral (Alacahöyüktől 6 km-re nyugatra) azonosítható.
A város istennője Kattaha (vagy Hannikun, ez esetben a város neve Hanikkuil) volt, akit Cippalanda Viharistenével szoktak együtt emlegetni a szerződésekben, és tiszteletükre felvonulásokat rendeztek a két város között. A CTH#620 („Antahszum-fesztivál Ankuvaszban Kattaha istennő tiszteletére”) számol be a Kattaha tiszteletére rendezett Antahszum-fesztiválról. II. Murszilisz uralkodásának második évében győzedelmes hadjáratot vezetett, amelyről ide érkezett áttelelni. Ebből az információból is az tűnik ki, hogy valahol a kaszkák földjének határvidékén lehetett, de már biztonságos mélységben.
A település már az óasszír kereskedelem korában létezett Amkuva néven (i. e. 3. évezred második fele), egy Kanisban talált szöveg szerint Sinhuttum és Kapitra városokkal szövetségben fellázadtak Hatti ellen. Fennállt még az újhettita korban is (i. e. 14–13. század). Valószínűleg jelentős szerepet játszott Hatti vallási és politikai életében. A CTH#657 („Az istenek utazása Hattuszaszból Ankuvaszba”) írja le a veszélyeztetett Hattuszaszból elköltöztetett rituálékat. Katapa és Hattuszasz mellett királyi rezidencia is volt.

## Egykorú források
- KBo 10.24[5]
- KBo 30.155[6]
- KBo 22.214, KUB 11.27 & 41.55, ABoT 1.24 (CTH#620)
- KUB 25.28 (CTH#657)
- KUB 20.25 & 10.78[7]